# Paweł Sarna
Paweł Sarna [paveu sarna] (* 26. ledna 1977 Jaworzno) je polský spisovatel. Debutoval souborem Atak (1998), společně s P. Lekszyckim vydal sbírku básní Ten i Tamten (2000). Vystudoval polskou filologii na univerzitě v Katowicích. Své verše publikuje na stránkách Fa-artu, Arkadii, Lampy i Iskry Božej. Rovněž publikuje v regionálním literárním časopisu Sokol, kde rovněž pracoval jako redaktor.

## Dílo
- Ten a Tamten (pol. Ten i Tamten. Společně s P. Lekszyckim), Bydgoszcz, Świadectwo 2000, ISBN 83-87531-87-1.
- Bílý Otče náš (pol. Biały Ojcze Nasz, Kraków, Zielona Sowa 2002, ISBN 83-7220-502-7.
- Czerwony żagiel Kraków, Zielona Sowa 2006, ISBN 83-7435-189-6.
- Mrtvé body. Antologie poezie Na divoko 2006, Ostrava, ISBN 80-239-8236-2. Zpracovani D. Pawelec. Z polského originálu (Martwe punkty. Antologia poezji Na Dziko) preložil Jan Faber. Kniha vznikla ve spolupráci z Institutem kultury Ars Cameralis. Antologie představuje básnické texty členů skupiny Na Dziko – Na divoko. Většinou jde o poezii mladších, ale přitom už renomovaných tvůrců, kteří mají za sebou rozsáhlou publikační činnost.